# Spiculum
El spiculum era un venablo utilizado en la época tardía del Imperio romano y que sustituyó al pilum de forma progresiva a lo largo del siglo III d. C. como principal arma arrojadiza de la infantería. Algunos autores suponen que podría haber sido el resultado de la combinación gradual del pilum y otras dos lanzas de origen germánico llamadas angon y bebra.
A medida que se incorporaban más tropas germánicas en el ejército romano, sus culturas y tradiciones se fueron incorporando poco a poco a la cultura romana y entre otras cosas, fueron impulsando una serie de cambios en el ejército romano y en su equipamiento.
El spiculum era mejor que el viejo pilum para su uso como arma de mano, en lugar de arma arrojadiza. Por otro lado, todavía mantenía parte del poder de penetración del pilum cuando era arrojado al enemigo.
Vegecio menciona el spiculum en su manual militar, aunque algunos investigadores mantienen que el término spiculum era meramente otro nombre para el pilum. En cualquier caso, la mayoría de los historiadores aceptan que el spiculum fue una evolución de jabalinas anteriores usadas por el ejército romano y que llegó en cierto modo a parecerse a los modelos antecesores del propio pilum.
El spiculum dejó de utilizarse en el ejército romano en algún momento posterior al año 400 d. C.

## Descripción y diferencias con el pilum
La principal diferencia entre el spiculum y el pilum era la longitud de la punta. El spiculum solía tener una punta de hierro mucho más corta y, por ello, el spiculum era significativamente más corto que su antecesor, posiblemente de unos 190 centímetros de largo.
El spiculum tenía una punta de hierro adherida a la punta. Su diseño exacto se desconoce debido a que había muchas variantes, correspondientes a la tradición armera de cada zona del imperio.